# Jüdischer Friedhof (Hluboká nad Vltavou)
Koordinaten: 49° 3′ 0″ N, 14° 29′ 37,8″ O

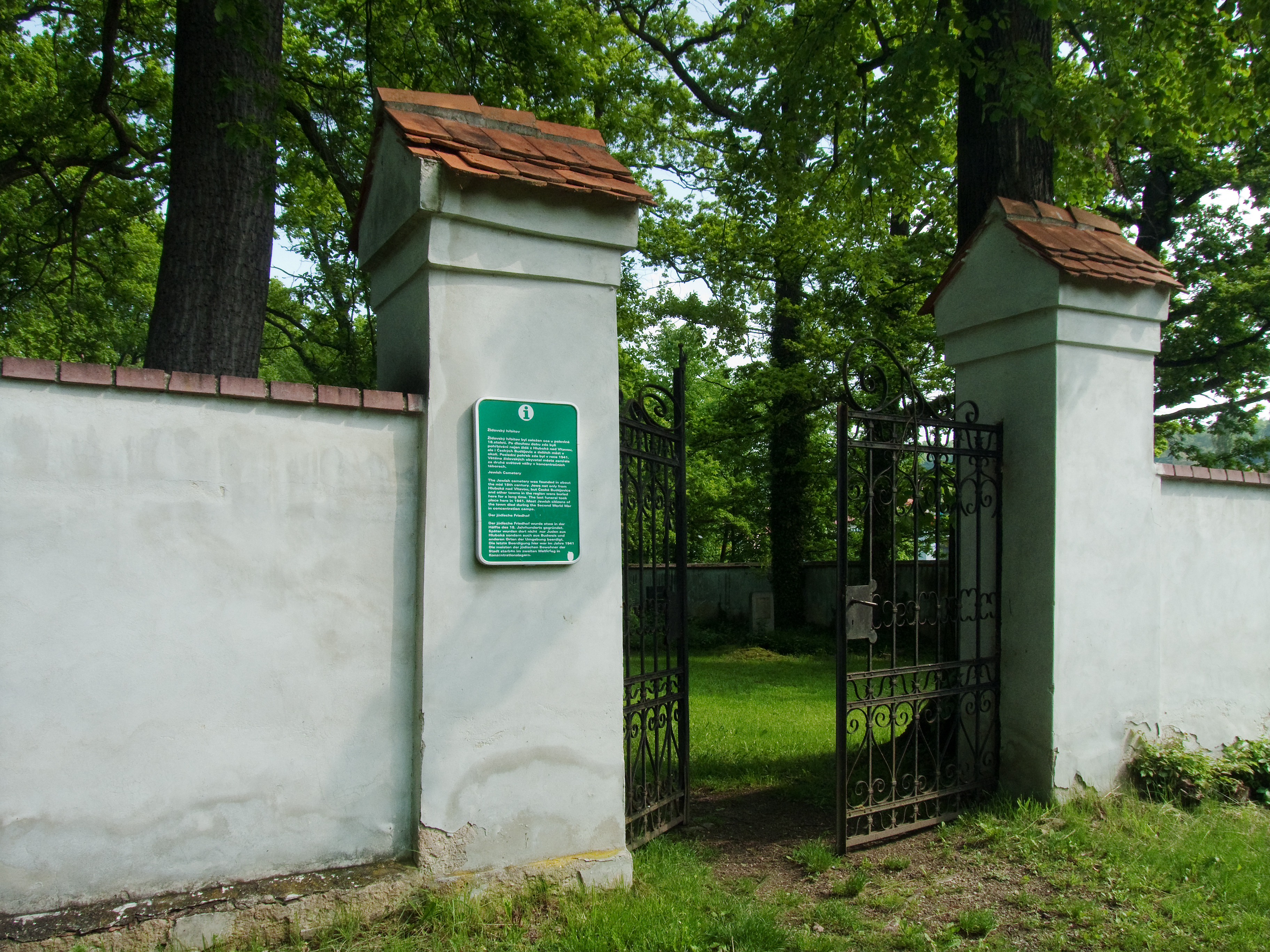
Eingang zum jüdischen Friedhof in Hluboká nad Vltavou

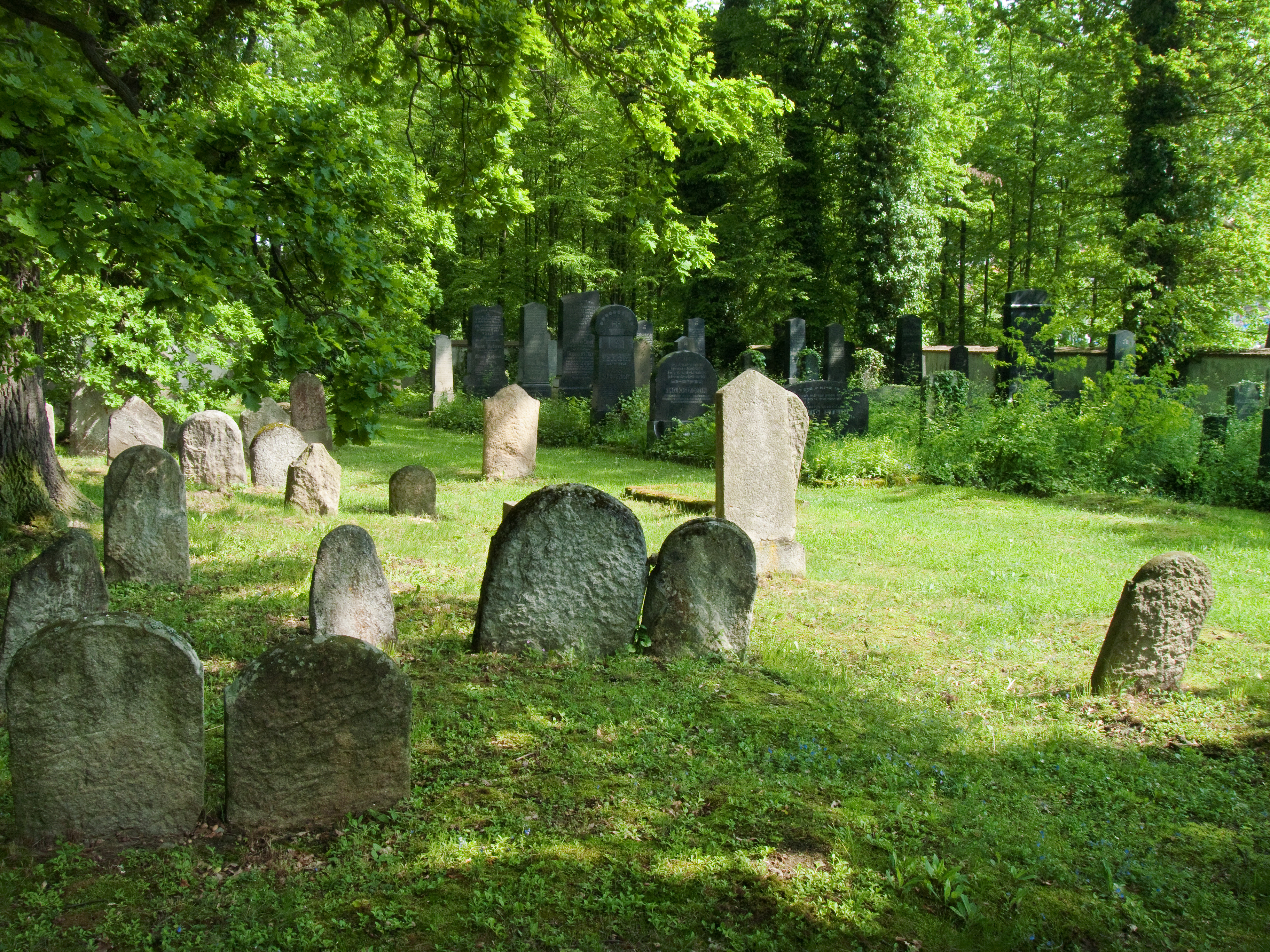
Ansicht des Friedhofs

Der Jüdische Friedhof in Hluboká nad Vltavou (deutsch Frauenberg), einer Stadt im Okres České Budějovice in Tschechien, wurde zu Beginn des 18. Jahrhunderts angelegt. Der jüdische Friedhof ist seit 1988 ein geschütztes Kulturdenkmal.
Der älteste Grabstein stammt aus dem Jahre 1750. Der Friedhof weist heute noch zahlreiche barocke und klassizistische Grabsteine auf.